# Льодопад

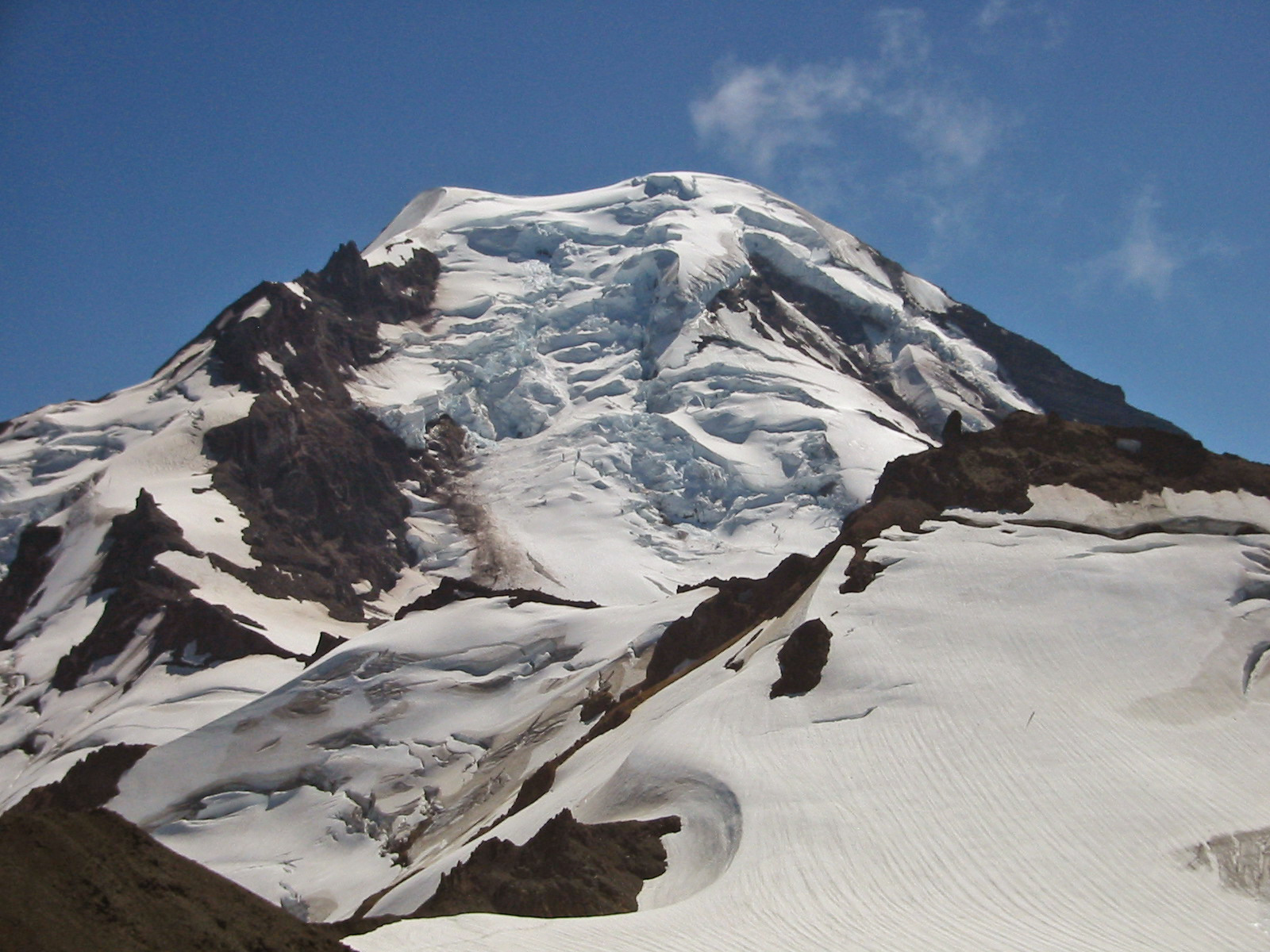
730-метровий льодопад (у центрі) в Льодовику Рузвельта в штаті Вашингтон, США

Льодопа́д — ділянки льодовика, розбиті глибокими розселинами і тріщинами на окремі брили. Утворюються в місцях крутого перегину поздовжнього профілю ложа льодовика.